# Hajipur (Bihar)
Hajipur (en hindi: हाजीपुर ) es una ciudad de la India, centro administrativo del distrito de Vaishali, en el estado de Bihar.

## Geografía
Se encuentra a una altitud de 55 m s. n. m. a 20 km de la capital estatal, Patna, en la zona horaria UTC +5:30.

## Demografía
Según estimación 2011 contaba con una población de 153 077 habitantes.